# 바하나

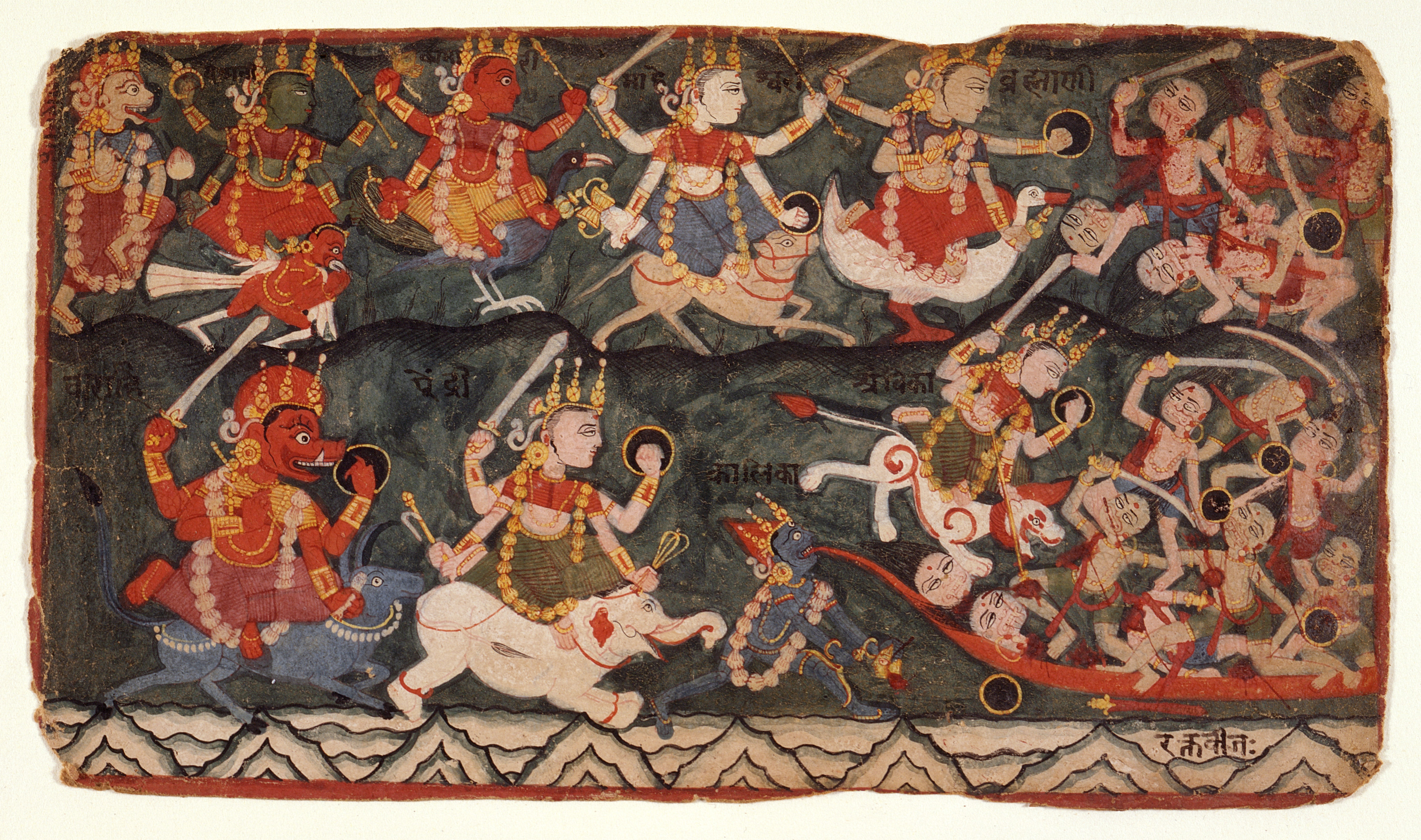
여러 신들이 각자의 바하나를 타고 다니는 모습

바하나(산스크리트어: वाहन)는 힌두교의 신들이 지니고 있는 짐승형의 탈것을 말한다.

## 바하나 목록
| 바하나     | 타고 다니는 신           | 이미지                   |
| ---------- | ------------------------ | ------------------------ |
| 모샤크라자 | 가네샤                   | Ganesha riding his mouse |
| 가루다     | 비슈누와 그의 다샤바타라 |                          |
| 난디       | 시바                     |                          |
| 공작새     | 무루간                   |                          |
| 백조       | 브라흐마, 사라스바티     |                          |
| 마카라     | 바루나                   |                          |
| 아이라바타 | 인드라                   |                          |
| 앵무새     | 카마데바                 |                          |

## 같이 보기
- 힌두교의 신
- 인도 신화